# 🇵🇲
🇵🇲 is een Unicode vlagsequentie emoji die gebruikt wordt als regionale indicator voor Saint-Pierre en Miquelon. De meest gebruikelijke weergave is die van de vlag van Saint-Pierre en Miquelon, maar op sommige platforms (waaronder Microsoft Windows) ziet men de letters PM.
De vlagsequentie is opgebouwd uit de combinatie van de Regional Indicator Symbols 🇵 (U+1F1F5) en 🇲 (U+1F1F2), tezamen de ISO 3166-1 alpha-2 code PM voor Saint-Pierre en Miquelon vormend.
Deze emoji is in 2010 geïntroduceerd met de Unicode 6.0-standaard.

## Gebruik

De landsvlag van Saint-Pierre en Miquelon

Deze emoji wordt gebruikt als regionale aanduiding van Saint-Pierre en Miquelon.

## Codering

De Twemoji-implementatie

### Unicode
In Unicode vindt men de 🇵🇲 met de codesequentie U+1F1F5 U+1F1F2 (hex).

### Shortcode
Er zijn shortcodes  voor 🇵🇲; in Github kan deze opgeroepen worden met :st_pierre_miquelon:,  in Slack kan het karakter worden opgeroepen met de code :flag-pm:.